# American Edit
Az American Edit egy mash-up album, amelyet a Dean Gray közös álnéven adott ki Party Ben és a team9. Az elsődleges alapja a Green Day American Idiot című albuma - a „Dean Gray” név a Green Day hangzásából alakult ki.
Mivel csak az interneten kiadott albumról van szó, nem számíthatott sok reklámbevételre, így Dean Gray megkérte azokat akik élvezték az albumot, hogy jótékonykodjanak olyan célok javára amiket a Green Day is támogat. Ennek ellenére 10 nappal a 2005. november 18-i megjelenés után az American Edit weblap leállt, állítólag azért mert kaptak egy leállítási rendeletet a Green Day kiadójától a Warner Records-tól, annak ellenére, hogy a Green Day énekese Billie Joe Armstrong érdeklődést mutatott miután hallotta a „Boulevard of Broken Songs”-ot a rádióban. (A weblap később visszatért, csak a zene nélkül.)
A 91X nevű rádió lejátszotta az egész albumot nem sokkal a Dean Grey Tuesday (Dean Grey Kedd) előtt. 
2006 augusztusában előadták az American Edit rövidített változatát mint egy „mash-up rockoperát” a Bootie clubban San Franciscóban. A show neve Dean Gray - American Edit: The Theatrical Experience – a Smash-Up Derby zenekar adta elő és fellépett még Foxy Cotton is - ami élő zenei, színházi és vizuális elemeket tartalmazott.

## Dean Gray Tuesday
Mintegy ellenállásként a weblap leállítás ellen, egy portlandi rajongó kitalálta a Dean Grey Tuesday-t. 2005. december 13-án az album felkerült több weblapra, torrentre, MP3 letöltő oldalakra. A klipek mint a Dr. Who on Holiday, „American Jesus” és a Boulevard of Broken Songs szintén elérhetővé váltak.

## Számlista
1. "American Jesus" – 8:40
  1. "American Edit"
  2. "Jesus' Tears"
  3. "Summer of the Damned"
  4. "Suburbian Ring"
  5. "It's Like That"

  - Green Day - "American Idiot"
  - Green Day - "Jesus of Suburbia"
  - Kanye West – "Gold Digger"
  - Smokey Robinson – "The Tears of A Clown"
  - Bryan Adams – "Summer of '69"
  - Johnny Cash – "Ring of Fire"
  - John F. Kennedy székfoglaló beszéde ("ne azt kérdezd mit tehet érted az ország…")
  - George Doesn't Care About Black People a The Legendary KO-tól ami Kanye West "Gold Digger" számából és az ő megjegyzéseiből áll.
  - Mariah Carey – "It’s Like That"
2. "Dr. Who On Holiday" – 4:57
  - George W. Bush beszéde (2003. január 3., Fort Hood, Texas)
  - Dalek beszéde (6. epizódból)
  - Green Day "Holiday"
  - The Timelords – "Doctorin' the Tardis"
  - Gary Glitter – Rock and Roll (Part 2)
3. "Boulevard of Broken Songs" – 4:42
  - Green Day - "Boulevard of Broken Deams"
  - Green Day - "American Idiot"
  - Aerosmith – "Dream On"
  - Oasis – "Wonderwall"
  - Travis – "Writing to Reach You"
  - Továbbá vokálok Missy Elliot-tól (Madonna - American Life (Missy Elliot Remix)-ből)
4. "The Bad Homecoming" – 3:25
  - Green Day - "Homecoming"
  - Green Day - "Are We the Waiting"
  - U2 – "Bad"
  - U2 - "Sometimes You Can't Make It on Your Own"
5. "St. Jimmy the Prankster" – 2:22
  - Green Day - "St. Jimmy"
  - The Offspring – "Original Prankster"
  - Bill Hicks – Monologue (1992. november, Dominion Theatre, London)
  - Bryan Ferry – "Let's Stick Together"
6. "Novocaine Rhapsody" – 4:18
  - U2 - "Bullet the Blue Sky"
  - Green Day - "Give Me Novocaine"
  - Queen – "Bohemian Rhapsody"
7. Impossible Rebel - 2:05
  - Green Day - "She's a Rebel"
  - Mission Impossible főcímdala
  - The Sex Pistols – "God Save the Queen"
  - George W. Bush beszéde
  - Dire Straits – "Money For Nothing"
  - Deep Purple – "Smoke on the Water"
8. "Ashanti Letterbomb" – 4:32
  - Green Day - "Letterbomb"
  - Ashanti – "Only U"
  - Buffalo Springfield – "For What It's Worth"
  - The Who – "Who Are You"
9. "Greenday Massacre" – 3:43
  - Green Day - "Wake Me Up When September Ends"
  - The Eagles – "Lying Eyes"
  - The Beatles – "A Day in the Life"
  - Depeche Mode – "Just can't Get Enough"
  - Talking Heads – "Road to Nowhere"
  - The Beatles - "Blackbird"
  - Továbbá vokálok Nelly-től (az "Over and Over"-ből Tim McGraw-val)
10. "Whatsername (Susanna Hoffs)"
  - Green Day - "Whatsername"
  - The Bangles – "Manic Monday"

Bónusz szám:
1. "Boulevard of Broken Songs (Dance Mix '05)"
  - Green Day - "Boulevard of Broken Dreams"
  - Oasis – "Wonderwall"
  - Aerosmith – "Dream On"
  - Travis – "Writing To Reach"
  - Steve Angello – "Voices"

## Fordítás
Ez a szócikk részben vagy egészben  az   American Edit című angol Wikipédia-szócikk fordításán alapul.  Az eredeti cikk szerkesztőit annak laptörténete sorolja fel. Ez a jelzés csupán a megfogalmazás eredetét és a szerzői jogokat jelzi, nem szolgál a cikkben szereplő információk forrásmegjelöléseként.